# Картина Шредінгера
Картина Шредінгера — один із способів опису квантовомеханічних явищ, який запропонував Ервін Шредінгер 1926 року. За Шредінгером залежність від часу закладена до хвильової функції, а оператори фізичних величин залишаються сталими.

## Оператор еволюції
Еволюція системи визначається унітарним оператором — оператором еволюції {\displaystyle U(t,t_{0})}, що описує зміну системи між початком відліку часу {\displaystyle t_{0}} і кінцевим моментом часу {\displaystyle t}. Оператор еволюції діє на хвильову функцію таким чином:
{\displaystyle |\psi _{S}(t)\rangle ={\hat {U}}(t,t_{0})|\psi (t_{0})\rangle ,}
{\displaystyle \langle \psi _{S}(t)|=\langle \psi (t_{0})|{\hat {U}}^{\dagger }(t,t_{0}).}
Відповідно, оператор фізичної величини не змінюється в часі:
{\displaystyle {\hat {A}}_{S}(t)={\hat {A}}_{S}(t_{0}).}

## Рівняння Шредінгера
Якщо вважати, що початок відліку часу {\displaystyle t_{0}=0}, можна записати рівняння Шредінгера таким чином:
{\displaystyle i\hbar {\frac {\partial \left|\psi _{S}(t)\right\rangle }{\partial t}}={\hat {H}}\left|\psi _{S}(t)\right\rangle .}
{\displaystyle i\hbar {\frac {d}{dt}}{\hat {U}}(t)\left|\psi (0)\right\rangle ={\hat {H}}{\hat {U}}(t)\left|\psi (0)\right\rangle .}
Оскільки хвильова функція {\displaystyle \left|\psi (0)\right\rangle } є сталою, то її можна відкинути з рівняння:
{\displaystyle i\hbar {\frac {d}{dt}}{\hat {U}}(t)={\hat {H}}{\hat {U}}(t).}
Таким чином, якщо гамільтоніан {\displaystyle {\hat {H}}} не залежить від часу, то оператор еволюції визначається так:
{\displaystyle {\hat {U}}(t)=e^{-{\frac {i{\hat {H}}t}{\hbar }}}.}
Отже, зміна хвильової функції в часі визначатиметься таким чином:
{\displaystyle |\psi _{S}(t)\rangle =e^{-{\frac {i{\hat {H}}t}{\hbar }}}|\psi (0)\rangle .}
Якщо хвильова функція {\displaystyle |\psi (0)\rangle } задовольняє стаціонарне рівняння Шредінгера, тобто є власним станом гамільтоніана {\displaystyle {\hat {H}}} із власним значенням {\displaystyle E}, то оператор еволюції можна переписати через енергії {\displaystyle E}, тоді:
{\displaystyle |\psi _{S}(t)\rangle =e^{-{\frac {iEt}{\hbar }}}|\psi (0)\rangle .}
Таким чином, власні стани гамільтоніана — це стаціонарні стани, в яких система має певне значення енергії, а зміна системи в часі проявляється лише в зміні фази хвильової функції.